# Hovedgrøften
Hovedgrøften er det lidet flatterende navn på et naturligt vandløb, der afvander moser og enge mellem Malling og Beder ca. 14 km syd for Aarhus. Vandløbet har sit udspring umiddelbart nordøst for Malling, hvor det modtager et tilløb fra den lille skov, Egelund. Derfra flyder bækken i et stærkt reguleret og udrettet forløb mod nord, drejer så mod vest for midtvejs gennem Beder atter at dreje mod nord og løbe gennem et langstrakt, parkagtigt naturområde. Kort derefter munder Hovedgrøften ud i Giber Å.